# Annie Easley
Annie J. Easley (23 de abril de 1933 - 25 de junho de 2011) foi uma cientista da computação, matemática e cientista de foguetes americana. Trabalhou no Lewis Research Center (atualmente denominado Centro de Pesquisa John H. Glenn) da NASA e sua antecessora, National Advisory Comittee for Aeronautics (NACA). Foi a líder do time responsável pelo desenvolvimento do software Centaur para processo conhecido como "staging" - processo de combinação de várias sessões de foguete que pegam fogo em uma ordem específica e, então, se destacam da nave principal, para que essa atinja o espaço. Além disso, Annie foi uma das primeiras mulheres afro-descendentes a trabalhar, como cientista da computação, para a NASA.

## Biografia e educação
Annie Easley nasceu em Birmingham, Alabama, filha de Samuel Bird Easley e Mary Melvina Hoover. Antes do "Movimento pelos direitos civiss", oportunidades educacionais e trabalhistas eram escassas para as crianças americanas afro-descendentes. Junto a isso, as crianças afro-descendentes recebiam educação, separadamente, às crianças brancas e as escolas para os negros eram inferiores. A mãe de Annie disse-lhe que ela poderia tornar-se o que quiser, entretanto, deveria trabalhar muito para isso. Ela sempre encorajou Annie a adquirir uma educação de qualidade. Da quinta série ao colegial, Annie frequentou a escola Holy Family High School e foi a oradora principal em sua turma de graduação.
Em 1950, Easley se inscreveu em aulas na Universidade Xavier em Nova Orleans, que, na época, era uma universidade católica romana para afro-descendentes. Lá, Annie, após 2 anos, se formou em farmácia.
Em 1954, ela retornou a Birmingham. Como parte da Lei Jim Crow,a qual sustentou a desigualdade racial por muitos anos, os afro-descendentes deviam se submeter a testes de alfabetização e pagar impostos - específicos para votação -, a fim de votar. Essa lei foi proscrita em 1964 na 24º Emenda. Ao rememorar esse processo para a votação, Annie lembra de ter visto o aplicador olhar sua inscrição e dizer: "Você foi para a Universidade Xavier. 2 dólares". Posteriormente, ela ajudou outros afro-descendentes a se prepararem para o teste.
Pouco depois, Annie se mudou para Cleveland, para ficar próxima a família de seu marido e para continuar seus estudos. Infelizmente, a universidade local parou de ofertar o curso de farmácia pouco tempo antes de sua chegada e não havia nenhuma alternativa próxima à cidade.
Durante os anos 70, Easley defendeu e encorajou estudantes mulheres e minorias em carreiras acadêmicas a trabalhar com ciência, tecnologia, engenharia e matemática (STEM - sigla em inglês para essas 4 áreas).

## Carreira na NASA e na NACA
Em 1955, Annie leu uma história em um jornal local sobre duas irmãs gêmeas que trabalhavam, para a NACA ,como "computadores". Ela aplicou para um trabalho no dia seguinte na NACA e, duas semanas depois, foi contratada - 1 dos 4 afro-descendentes em um total de 2.500 empregados. Ela começou sua carreira como matemática e engenheira da computação no laboratório de propulsão de voo da NACA em Cleveland, Ohio ( o qual, a posteriori, se tornou o centro de pesquisa Lewis da NASA, de 1958 a 1999, e, em sequência, o Centro de pesquisa John H. Gleen). Ela continuou sua educação enquanto trabalhava para a agência e, em 1977, obteve o bacharelado de ciência em matemática pela Universidade do Estado de Cleveland. Como continuidade de seus estudos, Easley trabalhou em cursos especializantes oferecidos pela NASA. Todavia, foi negado qualquer auxílio financeiro à Annie, auxílio este que outros trabalhadores recebiam, sem nenhuma explicação aparente da agência.
Sua carreira de 34 anos incluiu o desenvolvimento e a implementação de códigos de computação, que analisavam tecnologias de energias alternativas. Além disso, ela auxiliou a construção do sistema  de stage super energético Centaur, estruturou projetos de energia solar, eólica e identificou sistemas de conversão de energia e sistemas alternativos, a fim de solucionar problemas energéticos. Entre seus estudos na área energética, pode-se destacar pesquisas com o propósito de determinar a vida útil de baterias de armazenamento - utilizadas em veículos elétricos. Suas contribuições na computação, têm sido utilizadas para identificar sistemas de conversão de energia, que oferecem melhorias, em relação às tecnologias disponíveis no mercado. Annie se aposentou em 1989. Apesar de sua longa carreira e suas numerosas contribuições para futuras pesquisas, Easley não apareceu entre as fotos promocionais da NASA.
O trabalho de Easley,com o projeto Centaur, ajudou a assentar os fundamentos tecnológicos para futuros lançamentos de naves espaciais e lançamentos de satélites para fins climáticos, comunicacionais e militares. Em conjunto a isso, seu trabalho contribuiu para o voo da sonda Cassini, em 1997, para Saturno. O lançador dessa sonda, tinha Centaur como sua referência de stage.
Annie Easley foi entrevista em Cleveland,em 21 de agosto de 2001, por Sandra Johnson. A entrevista está armazenada no Programa de História Oral do Centro Nacional de Aeronáutica e Administração Espacial Johnson. As 55 páginas de transcrição da entrevista incluem materiais sobre a história do "Movimento pelos direitos civis", sobre o centro de pesquisa Glenn, sobre centro espacial Johnson, sobre voo espacial e sobre a contribuição das mulheres no voo espacial.

## Trabalhos selecionados
- Performance and Operational Economics Estimates for a Coal Gasification

```
Combined-Cycle Cogeneration Powerplant.
 Nainiger, Joseph J.; Burns, Raymond K.; Easley, Annie J. NASA, Lewis Research Center, Cleveland, Ohio. NASA Tech Memo 82729 Mar 1982 31p
```

- Bleed Cycle Propellant Pumping in a Gas-Core Nuclear Rocket Engine System. Kascak, A. F.; Easley, A. J. National Aeronautics and Space Administration. Lewis Research Center, Cleveland, Ohio. Report No.: NASA-TM-X-2517; E-6639 March 1972
- Effect of Turbulent Mixing on Average Fuel Temperatures in a Gas-Core Nuclear Rocket Engine. Easley, A. J.; Kascak, A. F.; National Aeronautics and Space Administration. Lewis Research Center, Cleveland, Ohio. Report No.: NASA-TN-D-4882 Nov 1968

## Leituras futuras
- Pendergast, Sara; Pendergast, Tom (2007). Contemporary Black biography. profiles from the international Black community. Detroit, Michigan: Thomson Gale. ISBN 9781414429205. OCLC 183327197.
- Warren, Wini (1999). Black women scientists in the United States. Bloomington, Indiana: Indiana University Press. ISBN 978-0-253-33603-3.